# San Francisco Art Institute
Le San Francisco Art Institute est une université privée américaine qui a ouvert ses portes en 1871. Il est l'un des plus anciens et l'un des plus prestigieux établissement d'enseignement supérieur en art contemporain. Il se trouve dans le quartier de Russian Hill à San Francisco et fait partie de l'Association of Independent Colleges of Art and Design (en).

## Personnalités liées à l'université

### Professeurs
- Dodie Bellamy, poète, essayiste
- Bill Berkson, poète, critique littéraire, essayiste, éditeur et professeur d'université
- Lucien Labaudt, costumier, décorateur et peintre

### Étudiants
- Artistes
  - Bernice Bing (née en 1936), artiste peintre américaine
  - Dara Birnbaum (1946-), vidéaste féministe
  - Joan Brown (1938-1990), artiste peintre américaine
  - Mercedes Dorame, photographe américaine
  - Rea Irvin (1881-1972), artiste, dessinateur et graphiste américain
  - Louise Janin (1893-1997), artiste peintre franco-américaine
  - Kevin Larmee (1967-1968), peintre américain
  - Allen Say (né en 1937), auteur et illustrateur américain
  - Stephanie Syjuco (1974 - ), artiste conceptuelle
  - Mona Varichon (1989-), vidéaste franco-égyptienne.
  - Annie Leibovitz (1949-) photographe américaine